# Tigrinya (volk)

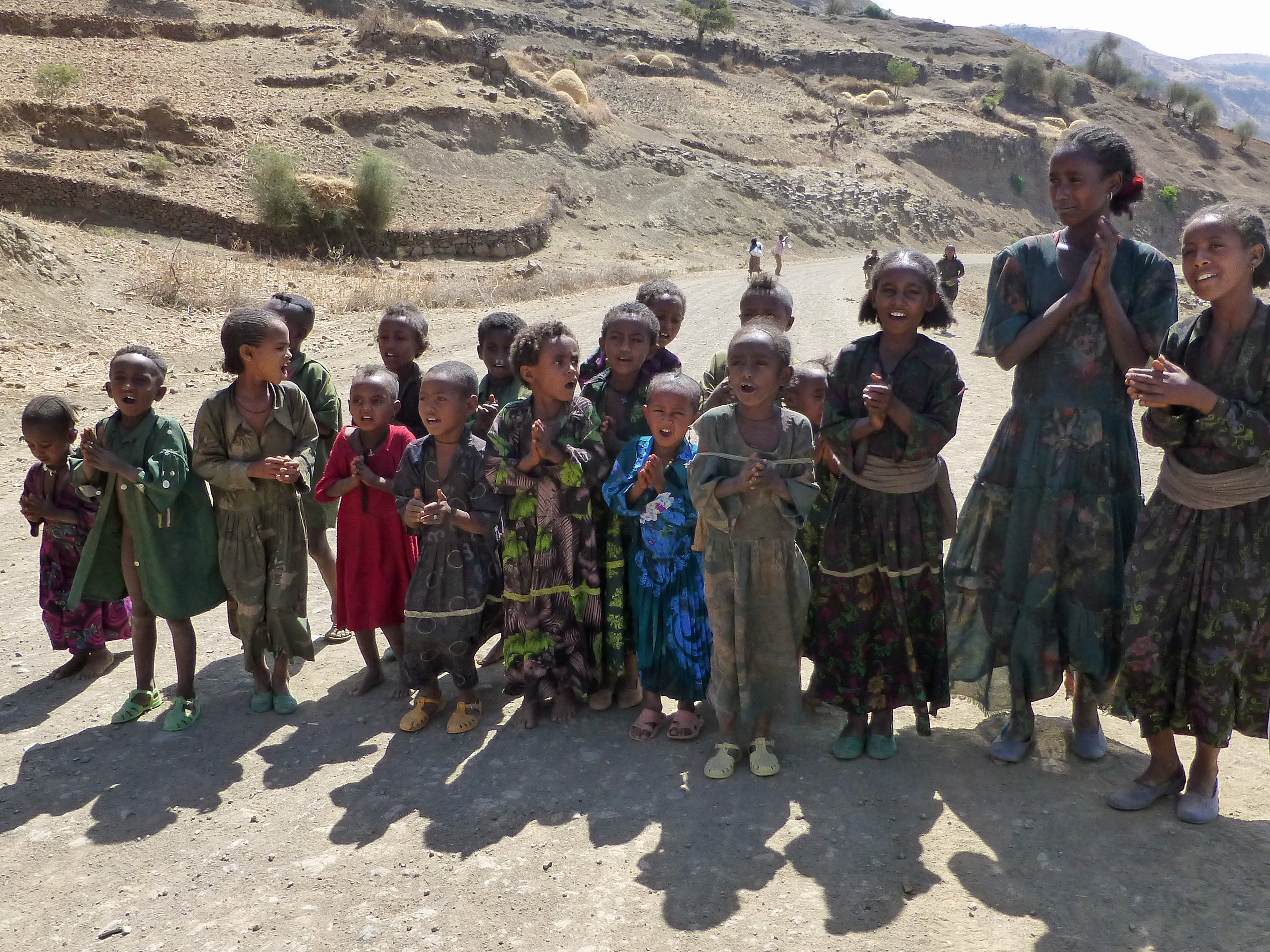
Tigray

De Tigrinya of Agazian is een volk in Oost-Afrika, voornamelijk woonachtig in Eritrea en Ethiopië (regio Tigray). Daarnaast is er een belangrijke diaspora in Italië en de Verenigde Staten.
De taal die wordt gesproken is het Tigrinya. De belangrijkste religie is het christendom (Ethiopisch-orthodox).
Samen met de Amharen, beschouwen de Tigrinya zichzelf als afstammelingen van de bevolking van Aksum, en tot de twintigste eeuw accepteerden zij historisch gezien het bewind van Ethiopische Amharische keizers als legitiem.

## Bekende Tigray
- Meles Zenawi, premier van Ethiopië
- Miruts Yifter, atleet